# Deutsch Bieling
Deutsch Bieling (ungarisch Németbükkös, Némethbükkös) ist eine Ortschaft der Gemeinde Heiligenbrunn im Bezirk Güssing im österreichischen Bundesland Burgenland. Das Dorf bildet eine eigene Katastralgemeinde und ist der einzig verbliebene der beiden Zwillingsorte Deutsch Bieling und Ungarisch Bieling. Der Ort gehört zu den fünfzehn bevölkerungsärmsten Dörfern des Burgenlandes.

## Etymologie
Der Ortsname leitet sich vermutlich vom mittelhochdeutschen Büechelin ab, das kleine Buche bedeutet. Da die ungarische Bezeichnung Bükkos (deutsch Buchenwald) eine ähnliche Herkunft hat, wurde der Ort vermutlich nach einem in der Nähe gelegenen Buchenwald benannt.
Der Name taucht in einer Urkunde von 1375 das erste Mal als poss. Bykus et altera Bykus auf. 1418 wurde der Ort Bykus genannt, 1425 poss. Bixy, Bykeed und de Bixy. Spätere Namensvarianten waren Felsewbykes (1494), Bwkes (1496), Fels Bükkös (1539), Bük oder Büks (1548), Nemet Bükös seu Teicz Peklin (1698), Biechling und Büx (1750), Büks und Piling (1773), sowie Pieling vel Pilling (1808).

## Geografie
Das Dorf liegt im südöstlichsten Winkel des Südburgenlandes an der Grenze zu Ungarn, von dem es im Süden begrenzt wird. Ein dichtes Waldgebiet im Süden, der Bielinger Wald, stellt eine natürliche Barriere zum Nachbarland dar. Deutsch Bieling liegt südöstlich des Gemeindehauptortes Heiligenbrunn und westlich von Hagensdorf, einem weiteren Ortsteil der Gemeinde.

## Geschichte

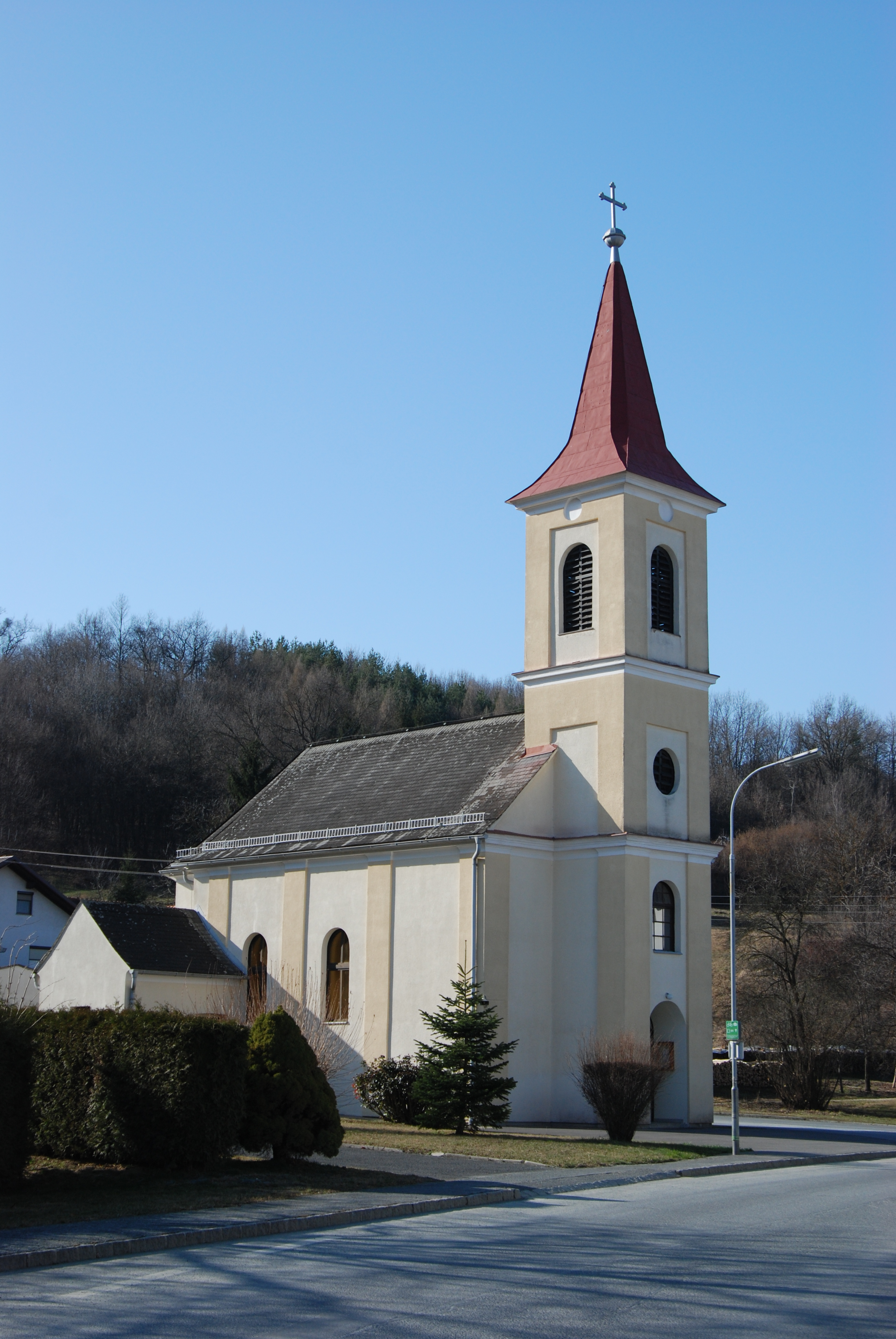
Katholische Filialkirche Hl. Dreifaltigkeit in Deutsch Bieling.

Die ersten urkundlichen Nennungen von Deutsch Bieling erfolgten 1225 und 1375. Der Ort wurde abwechselnd als Bikkes, Bykews oder Bükkes bezeichnet.
1750 kam es in einer Urkunde des Batthyány-Urbariums zur Auflistung von Personen, die ein öffentliches Amt im Ort bekleideten. Die Position des Richters (gleichbedeutend mit der eines Bürgermeisters) habe Hans Peltzmann bekleidet, die der Geschworenen (heute vergleichbar mit Gemeinderäten) Stefan Zopf, Georg Huber und Hans Fandl. Im Jahr 1812 wurde das erste Schulhaus eröffnet.
Bis 1921 gehörte Deutsch Bieling wie das gesamte Burgenland zu Deutsch-Westungarn. Ab 1898 musste aufgrund der Magyarisierungspolitik der Regierung in Budapest der ungarische Ortsname Németbükkös verwendet werden. Nach Ende des Ersten Weltkriegs wurde nach zähen Verhandlungen Deutsch-Westungarn in den Verträgen von St. Germain und Trianon 1919 Österreich zugesprochen. Seit 1921 gehört Deutsch Bieling zum damals neu gegründeten Bundesland Burgenland (siehe auch Geschichte des Burgenlandes).
Durch die Grenzziehung nach dem Ersten Weltkrieg lag der Nachbarort Ungarisch Bieling mitsamt seiner für die Bauern wichtigen Mühle auf ungarischer Seite, direkt an der Staatsgrenze. Ursprünglich konnten die Bauern die Grenze mit einem sogenannten „Pferdepass“ passieren. Da aber der ungarische Staat ab 1939 das Wasserrecht der Mühle beanspruchte, wurde sie geschlossen. Durch die Hochrüstung der Grenze mit Stacheldraht nach dem Zweiten Weltkrieg wurde Ungarisch Bieling zerstört, seine noch nicht geflohenen Bewohner vertrieben.
1971 wurde der Ort im Zuge des Gemeindestrukturverbesserungsgesetzes der burgenländischen Landesregierung mit Hagensdorf, Heiligenbrunn, Luising und Reinersdorf zur neuen Gemeinde Heiligenbrunn zusammengelegt.

## Verkehr
Deutsch Bieling ist über die Heiligenbrunner Straße (L248) an die Geschriebenstein Straße (B56) angebunden. Die Bielinger Straße (L404) verbindet den Ort mit dem Hagensdorf im Burgenland.

## Sehenswürdigkeiten
- Katholische Filialkirche hl. Dreifaltigkeit: durch Spenden finanzierter 1989 errichteter Sakralbau[6]
- Kapelle am Geiderberg: Ziegelbau mit Dreiecksgiebel, mit Figur einer Madonna und eines Josef mit Kind
- Marienbildstock: an der L404 nach Hagensdorf gelegen[6]
- Kreuz am Ortsbeginn: 1905 errichtet[6]

## Persönlichkeiten
- Johann Deutsch (1932–1990), Politiker und Landwirt, Mitglied des Bundesrates, Landtagsabgeordneter[8]